# 2011年安大略省大選
2011年安大略省大选于2011年10月6日举行，以選出第40屆安大略省議會議員。
省選結果顯示，自由党贏得了省議會的大部份席位，使其黨魁麥堅迪繼續擔任安大略省省長，只是從多數派政府轉變為少數派政府。安大略進步保守黨繼續作為官方反对党，安大略新民主黨为第三党。在最终结果中，省長麦坚蒂所在的政党距离赢得多数政府仅差一个席位。
这次选举的投票率为48.2%，创下了当时的历史新低，直到2022年安大略省大选的43.53%才超过了这一数字。